# Stéphan Lebeau
Stéphan Lebeau, född 28 februari 1968 i St-Jérome, Québec, är en kanadensisk ishockeyspelare som vann Stanley Cup 1993 med Montreal Canadiens. 